# Gunter Friedrich
Gunter Friedrich (* 1. August 1938 in Zwickau) ist ein deutscher Filmregisseur.

## Leben
Friedrich kam 1938 als Sohn eines Studienrats in Zwickau zur Welt. Er legte sein Abitur ab und begann 1956 ein Studium an der Ingenieurschule für Filmtechnik Potsdam-Babelsberg, wo er sich bis 1959 in der Fachrichtung „Aufnahmeleiter“ ausbilden ließ. Er begann anschließend, als Regieassistent beim Deutschen Fernsehfunk zu arbeiten und absolvierte von 1962 bis 1965 eine Schauspielausbildung im Nachwuchsstudio des DFF. Die Hochschule für Schauspielkunst „Ernst Busch“ Berlin schloss er mit der Bühnenreife ab. Ab 1965 war er für fünf Jahre sowohl als Schauspieler als auch als Regisseur an verschiedenen Theaterbühnen der DDR tätig.
Erst 1970 wechselte er zum DFF ins Filmregiefach. Bis 1984 drehte er zunächst verschiedene Kinderfilme für das Fernsehen, darunter 1974 Warum kann ich nicht artig sein?, 1976 Wenn einer was versprochen hat und 1979 "Ich – dann eine Weile nichts". Bekannt wurden seine DEFA-Kinderfilme Unternehmen Geigenkasten (1985), Hasenherz (1987) und Die Sprungdeckeluhr (1991), die seine einzigen Kinofilme blieben. Von 1985 bis 1991 war Friedrich als Regisseur im Bereich „Fernsehdramatik“ beim Fernsehen der DDR aktiv und drehte unter anderem verschiedene Folgen der Reihen Polizeiruf 110 und Der Staatsanwalt hat das Wort. In den 1970er- und 1980er-Jahren war er gelegentlich auch als Schauspieler zu sehen, so im Kinderfilm Trini und im Märchenfilm Froschkönig.
Seit 1992 ist er als freiberuflicher Regisseur tätig und dreht vorwiegend Fernsehserien, darunter Für alle Fälle Stefanie, Samt und Seide und Sturm der Liebe.
Friedrich ist Mitglied der Deutschen Filmakademie und des Bundesverbands Regie.
Gunter Friedrich ist mit der Schauspielerin Renate Heymer verheiratet und lebt in Berlin. Gemeinsam haben sie zwei Söhne.
Friedrich lehrt Filmschauspiel an der Filmschauspielschule Berlin.

## Filmografie
- 1969: Der Mensch neben dir – Der Kurzschluß (TV-Reihe)
- 1971: Optimistische Tragödie (TV)
- 1971: Felix aus dem Wunderland (TV)
- 1972: Vagabund für fünf Tage (TV)
- 1972: Ich bin kein kleiner Junge mehr (TV)
- 1972: Polizeiruf 110: Das Ende einer Mondscheinfahrt (TV-Reihe, als Schauspieler)
- 1973: Der wunderbare Schatz (TV)
- 1974: Warum kann ich nicht artig sein? (TV)
- 1975: Wer das Unglück meistert, findet das Glück (TV)
- 1976: Wenn einer was versprochen hat (TV)
- 1977: Die Schildbürger (TV)
- 1977: Eine vollkommen erlogene Geschichte (TV)
- 1978: Ein Sonntagskind, das manchmal spinnt
- 1979: Ich – dann eine Weile nichts (TV)
- 1979: Des Henkers Bruder (Schauspieler)
- 1980: Archiv des Todes (TV, als Schauspieler)
- 1980: Eine Welt aus Spaß (TV)
- 1982: Das große Abenteuer des Kaspar Schmeck (TV-Dreiteiler)
- 1982: Ein Tag aus Goethes Kindheit (TV)
- 1983: Pianke (Fernsehfilm)
- 1983: Alleinstehend (TV)
- 1983: Polizeiruf 110: Eine nette Person (TV-Reihe)
- 1985: Polizeiruf 110: Verlockung (TV-Reihe)
- 1985: Der Staatsanwalt hat das Wort – Das Biest (TV-Reihe)
- 1985: Unternehmen Geigenkasten
- 1986: Der unbekannte Großvater (TV)
- 1986: Weihnachtsgeschichten (Fernsehfilm)
- 1987: Hasenherz
- 1988: Brüder nicht schießen! (TV)
- 1989: Polizeiruf 110: Mitternachtsfall (TV-Reihe)
- 1989: Der Staatsanwalt hat das Wort – Blaue Taube soll fliegen (TV-Reihe)
- 1990: Der Staatsanwalt hat das Wort – Hallo Partner (TV-Reihe)
- 1991: Ein Engel namens Flint (TV-Serie)
- 1991: Die Sprungdeckeluhr
- 1993: Die Gespenster von Flatterfels (TV-Serie)
- 1994: Marienhof (TV)
- 1994: Wie Pech und Schwefel (TV)
- 1994: Hochzeitsglocken (TV)
- 1996: Mona M. – Mit den Waffen einer Frau (TV-Serie)
- 1998: Im Namen des Gesetzes – Schleichender Tod (TV-Serie)
- 1997–1998: Für alle Fälle Stefanie (TV-Serie)
- 2000–2004: Samt und Seide (TV-Serie)
- 2007–2009: Sturm der Liebe (TV-Serie)

## Hörspiele
- 1970: William Shakespeare: Othello (Lodovico) – Regie: Gert Andreae (Hörspiel – Rundfunk der DDR)

## Auszeichnung
In Gera wurde Friedrich 1985 für Unternehmen Geigenkasten und 1988 für Hasenherz mit dem Goldenen Spatz und mit dem Findlingspreis geehrt. Auf der Berlinale 1988 erhielt Friedrich für Hasenherz den Preis der UNICEF und den Preis der Kinderjury.
Am 10. März 1989 wurde Friedrich mit dem Heinrich-Greif-Preis für seine Regie-Arbeiten beim Fernsehen der DDR und insbesondere für seine Leistungen auf dem Gebiet der Kinderdramaturgie ausgezeichnet.